# Водице (Ајдовшчина)
Водице (словен. Vodice) је мало раштркано насеље у брдима источно од Цола у општини Ајдовшчина, покрајини Приморска која припада Горишкој регији Републике Словеније.
Насеље површине 7,01 км², налази се на надморској висини од 917,7 метара У насељу према попису из 2002. живи 51 становник.